# Jaane Tu Ya Jaane Na
Jaane Tu... Ya Jaane Na è una commedia romantica del 2008, scritta e diretta da Abbas Tyrewala.

## Riconoscimenti
- Filmfare Awards 2009
  - migliore coreografia
  - migliore compositore
  - migliore interpretazione
  - migliore debutto maschile